# Open de Nice Côte d'Azur 2016 - Qualificazioni singolare
Le qualificazioni del singolare  dell'Open de Nice Côte d'Azur 2016 sono state un torneo di tennis preliminare per accedere alla fase finale della manifestazione. I vincitori dell'ultimo turno sono entrati di diritto nel tabellone principale. In caso di ritiro di uno o più giocatori aventi diritto a questi sono subentrati i lucky loser, ossia i giocatori che hanno perso nell'ultimo turno ma che avevano una classifica più alta rispetto agli altri partecipanti che avevano comunque perso nel turno finale.

## Teste di serie
1. Diego Schwartzman (qualificato)
2. Damir Džumhur (primo turno)
3. Donald Young (qualificato)
4. Kyle Edmund (qualificato)

1. Marco Cecchinato (ultimo turno)
2. Mathias Bourgue (ultimo turno)
3. Miljan Zekić (primo turno)
4. Daniil Medvedev (qualificato)

## Qualificati
1. Diego Schwartzman
2. Daniil Medvedev

1. Donald Young
2. Kyle Edmund

## Tabellone qualificazioni

### Legenda
| - Q = Qualificato - WC = Wild card - LL = Lucky loser | - ALT = Alternate - SE = Special Exempt - PR = Protected Ranking | - w/o = Walkover - r = Ritirato - d = Squalificato |

### Sezione 1
|  | Primo turno | Primo turno       | Primo turno       | Primo turno | Primo turno |  |  | Ultimo turno | Ultimo turno      | Ultimo turno      | Ultimo turno | Ultimo turno |  |
|  |             |                   |                   |             |             |  |  |              |                   |                   |              |              |  |
|  | 1           | Diego Schwartzman | Diego Schwartzman | 6           | 6           |  |  |              |                   |                   |              |              |  |
|  |             | Maxime Teixeira   | Maxime Teixeira   | 3           | 3           |  |  | 1            | Diego Schwartzman | Diego Schwartzman | 6            | 6            |  |
|  |             | Dzmitry Zhyrmont  | Dzmitry Zhyrmont  | 6           | 6           |  |  |              | Dzmitry Zhyrmont  | Dzmitry Zhyrmont  | 2            | 1            |  |
|  | 7           | Miljan Zekić      | Miljan Zekić      | 4           | 4           |  |  |              |                   |                   |              |              |  |

### Sezione 2
|  | Primo turno | Primo turno       | Primo turno   | Primo turno | Primo turno |  |  | Ultimo turno | Ultimo turno    | Ultimo turno | Ultimo turno | Ultimo turno |  |
|  |             |                   |               |             |             |  |  |              |                 |              |              |              |  |
|  | 2           | Damir Džumhur     | Damir Džumhur | 3           | 3           |  |  |              |                 |              |              |              |  |
|  | Alt         | Zhang Zhizhen     | Zhang Zhizhen | 6           | 6           |  |  | Alt          | Zhang Zhizhen   | 6            | 2            | 64           |  |
|  |             | Giovanni Lapentti | 6             | 64          | 4           |  |  | 8            | Daniil Medvedev | 3            | 6            | 7            |  |
|  | 8           | Daniil Medvedev   | 3             | 7           | 6           |  |  |              |                 |              |              |              |  |

### Sezione 3
|  | Primo turno | Primo turno         | Primo turno         | Primo turno | Primo turno |  |  | Ultimo turno | Ultimo turno    | Ultimo turno    | Ultimo turno | Ultimo turno |  |
|  |             |                     |                     |             |             |  |  |              |                 |                 |              |              |  |
|  | 3           | Donald Young        | Donald Young        | 6           | 6           |  |  |              |                 |                 |              |              |  |
|  |             | Miki Janković       | Miki Janković       | 4           | 2           |  |  | 3            | Donald Young    | Donald Young    | 6            | 7            |  |
|  |             | Gavin van Peperzeel | Gavin van Peperzeel | 6           | 2           |  |  | 6/WC         | Mathias Bourgue | Mathias Bourgue | 4            | 5            |  |
|  | 6/WC        | Mathias Bourgue     | Mathias Bourgue     | 7           | 6           |  |  |              |                 |                 |              |              |  |

### Sezione 4
|  | Primo turno | Primo turno        | Primo turno      | Primo turno | Primo turno |  |  | Ultimo turno | Ultimo turno     | Ultimo turno     | Ultimo turno | Ultimo turno |  |
|  |             |                    |                  |             |             |  |  |              |                  |                  |              |              |  |
|  | 4           | Kyle Edmund        | 63               | 6           | 6           |  |  |              |                  |                  |              |              |  |
|  | WC          | Elliott Benchetrit | 7                | 4           | 4           |  |  | 4            | Kyle Edmund      | Kyle Edmund      | 6            | 6            |  |
|  |             | Ante Pavić         | Ante Pavić       | 64          | 4           |  |  |              | Marco Cecchinato | Marco Cecchinato | 3            | 4            |  |
|  | 5           | Marco Cecchinato   | Marco Cecchinato | 7           | 6           |  |  |              |                  |                  |              |              |  |